# Raul das Neves Reis

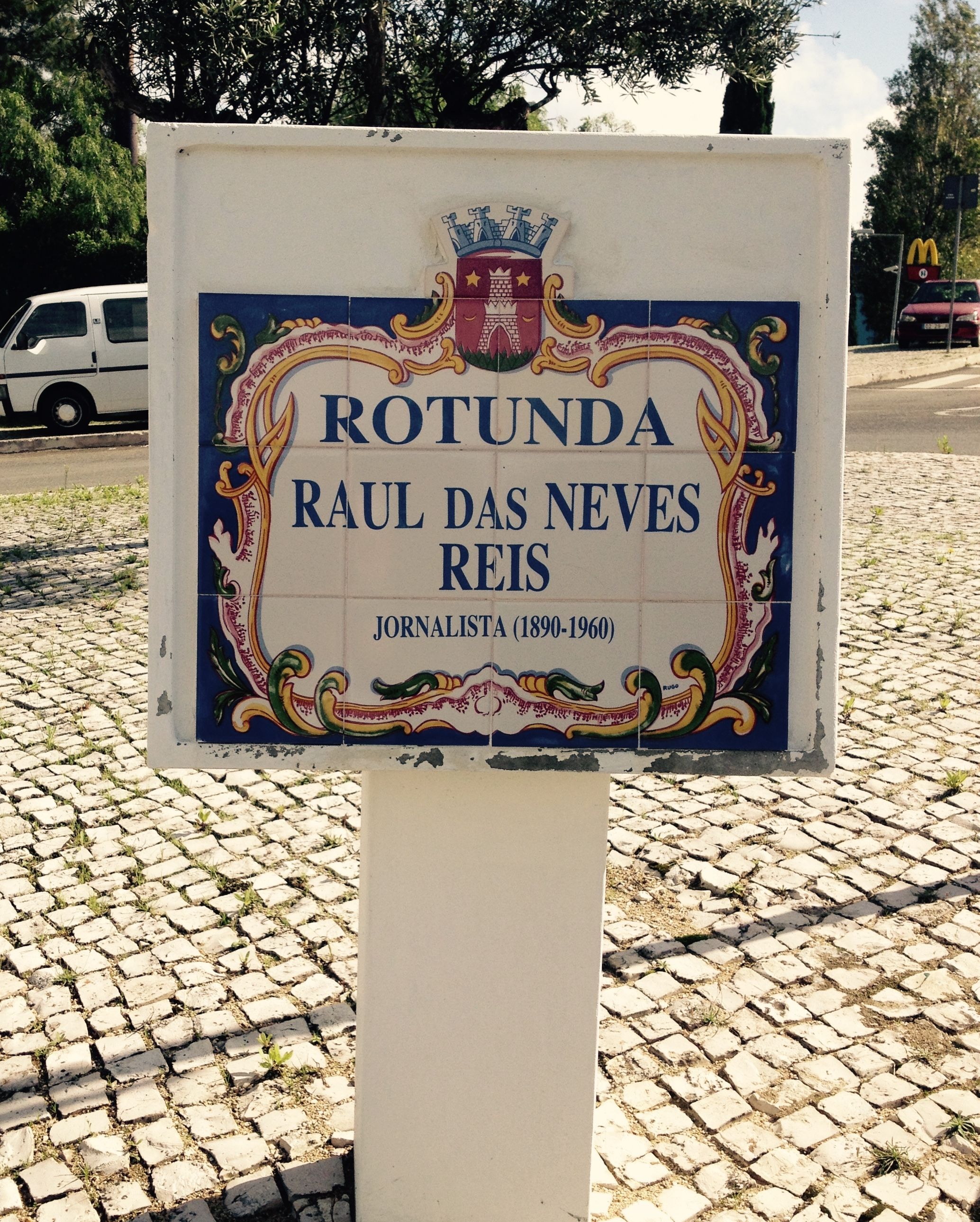

Raúl das Neves Reis (Lisboa, 11 de outubro de 1890 — Lisboa, 15 de agosto de 1960) foi um jornalista, escritor e linguista. Destacou-se como um dos coordenadores e dos principais autores do Prontuário Ortográfico e Guia da Língua Portuguesa, uma publicação de grande difusão, com mais de meia centena de edições a partir de 1955, e com grande influência na normalização ortográfica nos meios burocráticos portugueses.

## Biografia
Após o curso dos liceus fez o curso de Electrotecnia no Instituto Industrial de Lisboa, e o de Artilharia da Escola de Oficiais Milicianos (1916).
Foi funcionário da Administração dos Correios e Telégrafos, desde 1906 a 1943, foi oficial de artilharia do G. B. de Artilharia a Cavalo, desde 1915, e professor da Escola Académica (1920). Foi chefe dos Serviços Telegráficos e Telefónicos de Lisboa (1926), além de outras chefias nos C.T.T., teve a categoria de inspector e professor em algumas escolas regimentais no G. B. Artilharia a Cavalo e na G. N. R.. Desde 1930 que exerceu, graciosamente, durante anos, o cargo de professor de ginástica do grupo dramático e escolar Os Combatentes, onde Os Sports instituíram um curso de ginástica para crianças pobres. Também exerceu o mesmo cargo, numa turma do Clube Atlético de Campo de Ourique. 
Colaborou em vários jornais e revistas, tais como: Ilustração Teatral, 1904, O Arauto, 1908,Novos Horizontes, 1909,  Amanhã, 1909, Omnium, 1926, O Sport de Lisboa, 1923-1925, Os Sports, 1926-1946, O Mundo Desportivo, 1946-1948, desempenhando as funções de chefe de redacção dos três últimos. Colaborou também em A Greve, 1908, Diário de Notícias e Sempre Fixe, desde 1945 e o dirigiu o semanário humorístico A Cega Rega, 1922-1923 e O Charadista, 1945-1947.  
Em literatura humorística, prosa e verso, assinando centenas de produções com os pseudónimos de “Confúcio”, “Poeta das Dúzias”,  “Chora-Mingas, Alqilador”,  “Chora-Mingas, Cangalheiro”, “Censor”, “Censor de Pantufas”, “Zé Trouxa”, “Repórter Moderno e Dinâmico” e “Lopo Gil”. Publicou O Segredo do Afogado, 1943; e em folhetins O Campeão das Queijadas (Sports, 1938-39); O Meu Julinho (Sports, 1939-1940); Sete Alfaiates (Sport de Lisboa, 1924); e A Pia da Senhora “Piadade” (Cega-Rega, 1922).  
Em 1925 foi Administrador do Concelho de Sintra e pertenceu à Academia Íbero-Americana de História Postal de que foi um dos fundadores em 1928; Grupo dos Amigos de Olivença; Círculo Gomes de Sá; Tertúlia da Recta Pronúncia; Ateneu Comercial de Lisboa, Sociedade de Geografia de Lisboa; Clube de Futebol Os Belenenses; Instituto de Cegos Branco Rodrigues; Liga dos Amigos dos Hospitais; Tertúlia Edípica, etc. 
Foi membro da comissão organizadora do Congresso dos Clubes Desportivos (1933), em que apresentou a tese que deu origem à construção do Estádio Nacional, cujas conclusões foram aprovadas por unanimidade.
Neves Reis, em parceria com Magnus Bergström, escreveu o Prontuário Ortográfico e Guia da Língua Portuguesa (1955). Desde a sua 1.ª edição, pela Empresa Nacional de Publicidade (uma das designações da empresa detentora do Diário de Notícias), o Prontuário Ortográfico tem sido uma obra de referência no género, capaz de se adaptar aos tempos, independentemente da mudança de casa editorial (agora tem a chancela da Casa das Letras).
Com a entrada em vigor do novo Acordo Ortográfico de 1990, aprovado em Conselho de Ministros em 2008, já adotado em Portugal no ensino básico e secundário, inúmeras obras de consulta vocacionadas para estudantes, estudiosos e usuários em geral da língua portuguesa tratam de adaptar-se à nova grafia. É o caso do Prontuário Ortográfico e Guia da Língua Portuguesa, que, ao chegar à 50.ª edição, em 2011, se apresenta em conformidade com a referida reforma e incorpora o vocabulário SMS, de listas de "smileys" e de abreviaturas para uso no correio electrónico e SMS, entre outras novidades. A atualização ortográfica coube a Guilherme Ayala Monteiro e, na parte linguística, o trabalho da equipa da Universidade Nova de Lisboa foi coordenado por Maria Henriqueta Costa Campos.
Em Queluz, onde viveu parte da sua vida, em sua homenagem, em 2011 foi dado o seu nome à Rotunda Raúl das Neves Reis, na Freguesia  de Monte Abraão, cidade de Queluz, C. P.  2745-012, concelho de Sintra, distrito de Lisboa, por proposta da Junta de Freguesia, presidida por Maria de Fátima Campos.
Casou com Laura Judite de Matos Mendes Reis, de quem teve um filho, Humberto José Augusto Mendes dos Reis e uma filha, Leonor Judite de Matos Mendes dos Reis. 